# حكم الرعيان (مسرحية)
حكم الرعيان مسرحية غنائية ناقدة من تأليف منصور الرحباني وإخراج نجله مروان الرحباني عام 2004، ومن بطولة لطيفة، أنطوان كرباج، رفيق علي أحمد، ورد الخال ومشاركة أكثر من مئة فنان لبناني ما بين ممثل وراقص، عرضت في لبنان وسوريا وقطر، وهي أولى تجارب لطيفة في المسرح الغنائي وأولى تجاربها التمثيلية باللهجة اللبنانية، تعتبر المسرحية بمثابة الصرخة التحذيرية التي أطلقها مؤلفها بأن الصراع على السلطة سيفقدنا الوطن وكأنه تنبأ مبكراً بالنزاعات التي حدثت في لبنان وعدد من الدول العربية.

## العروض
عرضت المسرحية لأول مرة في 11 أغسطس 2004 ولمدة أربعة أيام في مهرجانات بيت الدين وهي أيضاً الجهة التي اشتركت مع منصور الرحباني في إنتاج هذه المسرحية التي تصدرت عناوين الصحف والمجلات ونشر عنها العديد من المقالات النقدية، ثم عرضت لثلاثة ليال في دمشق بداية من 28 سبتمبر 2004 في دار الأوبرا التي أصبحت لاحقاً دار الأسد للثقافة والفنون، وحضر عرض الليلة الأخيرة الرئيس السوري بشار الأسد وعقيلته أسماء الأسد، وفي حلب عرضت أيام 17، 18 و19 ديسمبر 2014 على مسرح دار الأسد.
ثم عادت المسرحية إلى بيروت لتعرض فيها لمدة شهر كامل بداية من 26-1-2005 في مسرح "الفورم دو بيروت، لتطير بعدها أسرة المسرحية إلى قطر لعرض المسرحية في الليلة الأولى والثانية من ليالي مهرجان الدوحة الثقافي الرابع في قاعة الدفنة بفندق شيراتون الدوحة يومي 22 و23 مارس 2005، بينما تولى تلفزيون قطر نقل العرض الثاني على الهواء مباشرة.
ورغم أنه لم يتم خلال نص المسرحية تسمية الأسماء والبلدان بمسمياتها إلا أن بطلة المسرحية لطيفة كشفت في عدد من اللقاءات الصحفية أن المسرحية منعت من العرض في تونس ومصر خلال مرحلة ما قبل الربيع العربي بسبب جرأتها ونقدها اللاذع

## أحداث المسرحية
تجري أحداث المسرحية في بلد يرمز له باسم 'مملكة كرمستان' يحكمها حاكم متسلط، مزاجي، غريب الأطوار بل وقاتل محترف يدعى "رعد الثالث" ويقوم بأداء الدور انطوان كرباج، يخشى أن ينتزع الحكم منه حتى أنه امتنع عن الإنجاب من الملكة خشية أن يقصيه ابنه عن العرش، ووصل به الحال بأن يزود كرسي العرش بمنظومة إندار مبكر لينطلق صفارة إنذار إن اقترب أحدهم من الكرسي، ولا يفوت الفرصة لأن يستعين برأي العرافة ليعرف ما يحاك ضده من مؤامرات وليتخلص من أعداءه وليعرف ما يخبئه له المستقبل، على الجانب الآخر يوجد راع بسيط اسمه 'سعدون' يقوم بأداء دوره رفيق علي احمد، ومهمته تزويد القصر بحليب الماعز، وهو انسان يرتبط بالطبيعة، ويتمتع بصوت جميل.
تلعب دور الجارية "ست الحسن" لطيفة التي تحرك الأحداث كونها همزة الوصل ما بين القصر والرعية، وهي جميلة مقربة من الطرفين، وبينما هي ذاهبة لجلب الحليب سمعت خلسة "سعدون الراعي" وهو يؤدي موال يقول فيه "'كرمستان، لو صار وحكمتك، لمشي الديب والعنزة سوا"، فتنفل ما سمعته إلى "الملك رعد الثالث" الذي يستهزئ بما سمعه، ويقرر أن يحتال على معارضيه ويعين "سعدون الراعي" ملكاً لفترة محددة على أن يعود ليستلم السلطة عندما يفشل الراعي بقيادة البلاد.
ولكن اللعبة تتحول إلى حقيقة وينقلب السحر على الساحر، ويحكم "سعدون الراعي" بالعدل وأصبح أمل "مملكة كرمستان" وشعبها، وازدهرت البلاد وألغى شبابها فكرة الهجرة، وبالطبع هذه الإنجازات والتنمية لم ترق للملك "رعد الثالث" فقرر إنهاء اللعبة والتخلص من الراعي والقضاء عليه وهو ما أيدته فيه الملكة، فيرسل الجارية "ست الحسن" للتخلص من "سعدون الراعي" إلا أنها تقع في حبه وتقدم له كل الولاء لأنه أصلح حال البلاد والشعب، فيقرر "رعد الثالث" الانضمام للمعارضة لانتزاع السلطة من "سعدون الراعي" فيحتدم الصراع وتعم الفوضى أرجاء البلاد، ورغم معارضة مؤيديه بما فيهم "ست الحسن" ما كان لسعدون الراعي أمام حبه لوطنه إلا أن تنازل عن العرش قبل انقضاء المدة المحددة للاتفاق بينه وبين الملك "رعد الثالث" ويقول لست الحسن مقولته الشهيرة "إذا بدنا نبقى أسطورة.. لازم نعرف نفل من الصورة".
فتنقسم البلاد إلى عدة زعامات تتنازع جميعها على السلطة والكرسي، وبينما هم يتنازعون يطير الكرسي في الهوا بمشهد خيالي ويبقى معلقاً في الهوا وسط ذهولهم جميعاً، فتأتي صرخة ست الحسن بصوت لطيفة وهي تغني "طارت الكرسي واللي على الكرسي ونحن ملهيين.. حكامنا ضايعين بلعبة المصير.. انتبهوا على الوطن انتبهوا.. كمان الوطن بيطير".

## أغنيات المسرحية

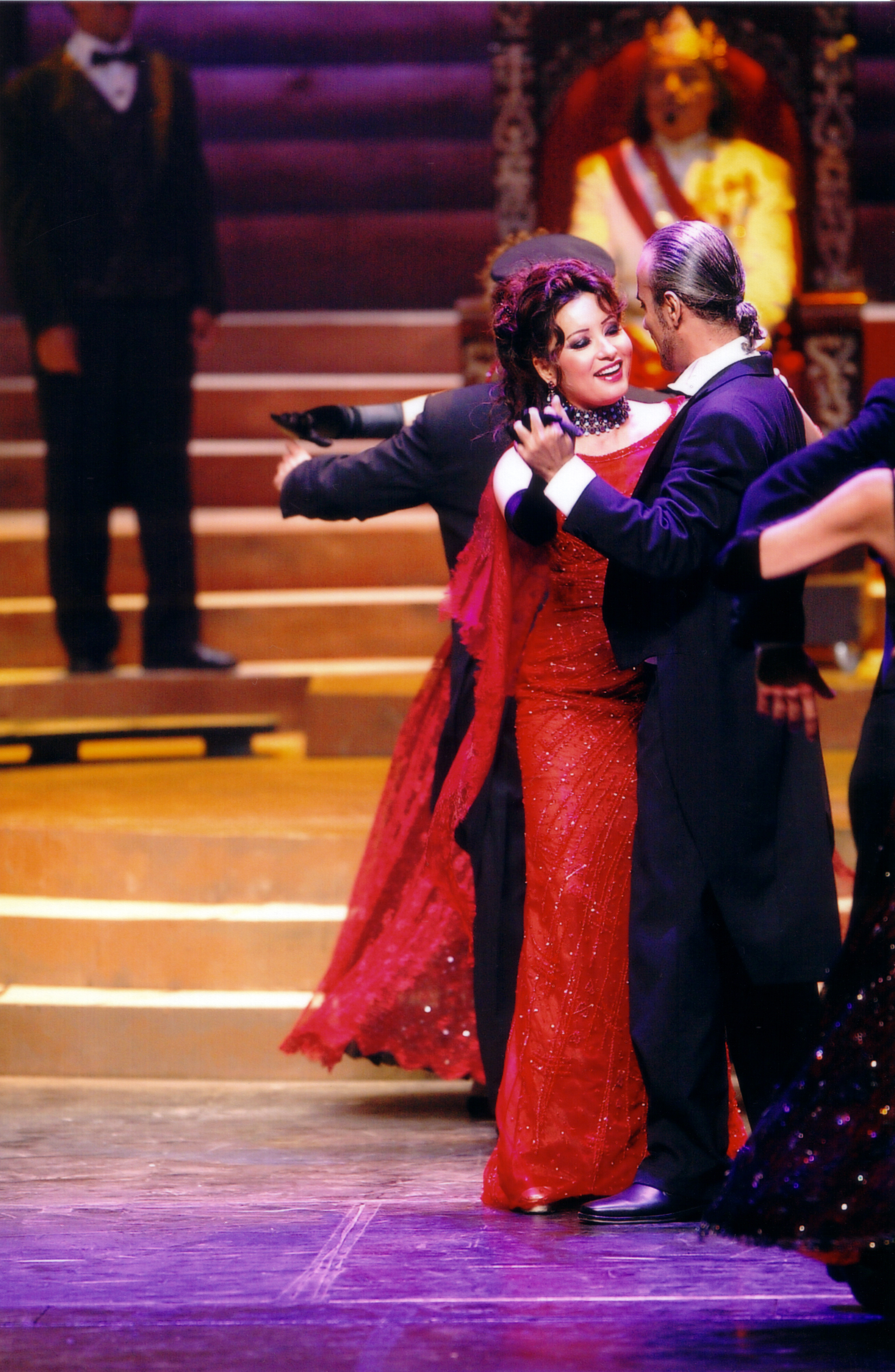
لطيفة مع سيمون عبيد يقدمون إحدى استعراضات وأغنيات المسرحية

أدت بطلة المسرحية لطيفة عدد من الأغنيات من كلمات وألحان منصور الرحباني الذي شاركه بالألحان والتوزيع أبناءه غدي الرحباني وأسامة الرحباني ومروان الرحباني، باستثناء أغنية "أترى يذكرونه" كانت من كلمات بشارة خوري "الأخطل الصغير".
| أغاني المسرحية               |
| ---------------------------- |
| نشيد رعد الثالث يا أبو الشعب |
| موال كانت صغيري              |
| إلى وإلك السما               |
| أترى يذكرونه                 |
| لو كان لي                    |
| الى التي كتبت لي             |
| في البال                     |
| جلالة سعدون الأول            |
| قولولا لست الحسن             |
| لما شاف الملك الحلوة         |
| غبيو الملوك                  |
| طلع الذهب                    |
| انتِ وأنا هب الهوا            |
| لا منك ولا منّي               |
| على شط جبيل                  |
| طارت الكرسي                  |

## شخصيات المسرحية

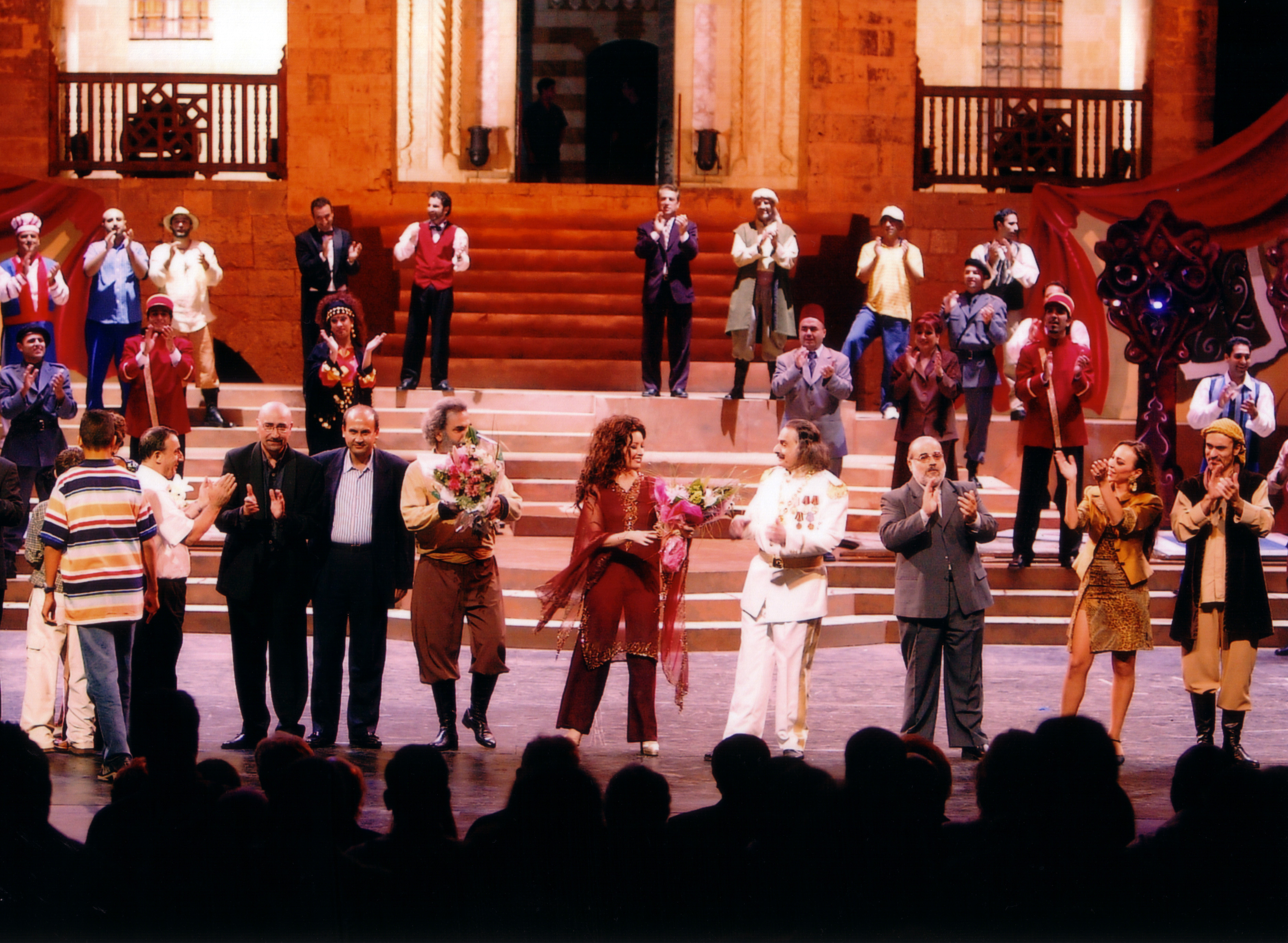
أبطال مسرحية حكم الرعيان لطيفة، رفيق علي أحمد، انطوان كرباج مع مخرجها مروان الرحباني يحيون الجمهور في ختام إحدي عروضها

أبطال المسرحية والممثلين المشاركين بالمسرحية مرتبة حسب ما ذكر على غلاف أسطوانة المسرحية الرسمي:
| الفنان         | الشخصية                      |
| -------------- | ---------------------------- |
| لطيفة          | الجارية ست الحسن             |
| انطوان كرباج   | الملك رعد الثالث ملك كرمستان |
| رفيق علي أحمد  | سعدون الراعي                 |
| ورد الخال      | ملكة كرمستان                 |
| علي الزين      | رئيس الوزراة                 |
| أسعد حداد      | د. غنيجة (المعارضة)          |
| سيمون عبيد     | مطرب القصر                   |
| جيلبير جلخ     | شديد الراعي                  |
| جوزيف اصاف     | العقيد همدر                  |
| جوزيف نصر      | أبو خير                      |
| روزيت أبو جودة | أم الياس - البصارة           |
| أندريه ناكوزي  | وضحة البدوية                 |
| وسيم الثوم     | نواف بك                      |
| روجيه صقر      | المارد                       |

## وصلات خارجية
- حكم الرعيان في السينما.كوم
- التريلر الرسمي لمسرحية حكم الرعيان - يوتيوب